# Aveley
Aveley (lyssna (fil)) är en by i distriktet Thurrock, i grevskapet Essex, i England. Orten har 9 276 invånare (2018). Aveley var en civil parish fram till 1936 när blev den en del av Thurrock. Civil parish hade 2 003 invånare år 1931. Byn nämndes i Domedagsboken (Domesday Book) år 1086, och kallades då Aluielea/Aluthelea/Auileia.